# Coleobonzia newzealandicus
Coleobonzia newzealandicus är en spindeldjursart som först beskrevs av Frank Jason Smiley 1992.  Coleobonzia newzealandicus ingår i släktet Coleobonzia och familjen Cunaxidae. Inga underarter finns listade i Catalogue of Life.